# Modrý vrch
Modrý vrch este o arie protejată (arie specială de conservare — SAC, sit de importanță comunitară — SCI) din Slovacia întinsă pe o suprafață de 147,65 ha, integral pe uscat.

## Localizare
Centrul sitului Modrý vrch este situat la coordonatele 47°49′38″N 18°38′49″E / 47.827222°N 18.646944°E.

## Înființare
Situl Modrý vrch a fost declarat sit de importanță comunitară în aprilie 2004 pentru a proteja 3 specii de plante. Situl a fost protejat și ca arie specială de conservare în martie 2004.

## Biodiversitate
Situată în ecoregiunea panonică, aria protejată conține 8 habitate naturale: Tufărișuri subcontinentale peripanonice, Păduri panonice-balcanice de stejar turcesc - stejar sesil, Pajiști uscate seminaturale și facies de acoperire cu tufișuri pe substraturi calcaroase (Festuco-Brometalia) (* situri importante pentru orhidee), Pajiști stepice panonice pe loess, Păduri stepice euro-siberiene cu Quercus spp., Păduri panonice cu Quercus petraea și Carpinus betulus, Păduri panonice cu Quercus pubescens, Pajiști stepice subpanonice.
La baza desemnării sitului se află mai multe specii protejate de  plante (3): târtan (Crambe tataria), Himantoglossum jankae, sisinei (Pulsatilla grandis).
Pe lângă speciile protejate, pe teritoriul sitului au mai fost identificate 3 specii de plante, 1 specie de nevertebrate, 2 specii de reptile.